# Округ Брукс (Џорџија)
Округ Брукс (енгл. Brooks County) је округ у америчкој савезној држави Џорџија.

## Демографија
По попису из 2010. године број становника је 16.243, што је 207 (-1,3%) становника мање 2000. године.
| Група             | 2000.         | 2010.         |
| Белци             | 9.303 (56,6%) | 9.425 (58,0%) |
| Афроамериканци    | 6.472 (39,3%) | 5.729 (35,3%) |
| Азијати           | 43 (0,3%)     | 51 (0,3%)     |
| Хиспаноамериканци | 505 (3,1%)    | 853 (5,3%)    |
| Укупно            | 16.450        | 16.243        |